# Pingasa dispensata
Pingasa dispensata là một loài bướm đêm trong họ Geometridae.